# Parma–Brescia-vasútvonal
A Parma–Brescia-vasútvonal egy 92 km hosszúságú, normál nyomtávolságú, egyvágányú vasútvonal Parma és Brescia között Olaszországban, Lombardia és Emilia-Romagna régiókban. Tulajdonosa az RFI, üzemeltetője a Trenord.

## Története
A vasútvonalat több ütemben nyitották meg:
| Vonal                 | Dátum             |
| --------------------- | ----------------- |
| Parma–Colorno         | 1884 június 2.    |
| Casalmaggiore–Piadena | 1884 október 6.   |
| Colorno–Mezzani       | 1886 december 1.  |
| Mezzani–Casalmaggiore | 1887 május 23.    |
| Piadena–San Zeno      | 1893 augusztus 1. |

## Forgalom
A vonalon a Trenord üzemeltet óránként ütemesen regionális vonatokat.
- R 8 Brescia–Parma